# Traductions de la Bible en gallois

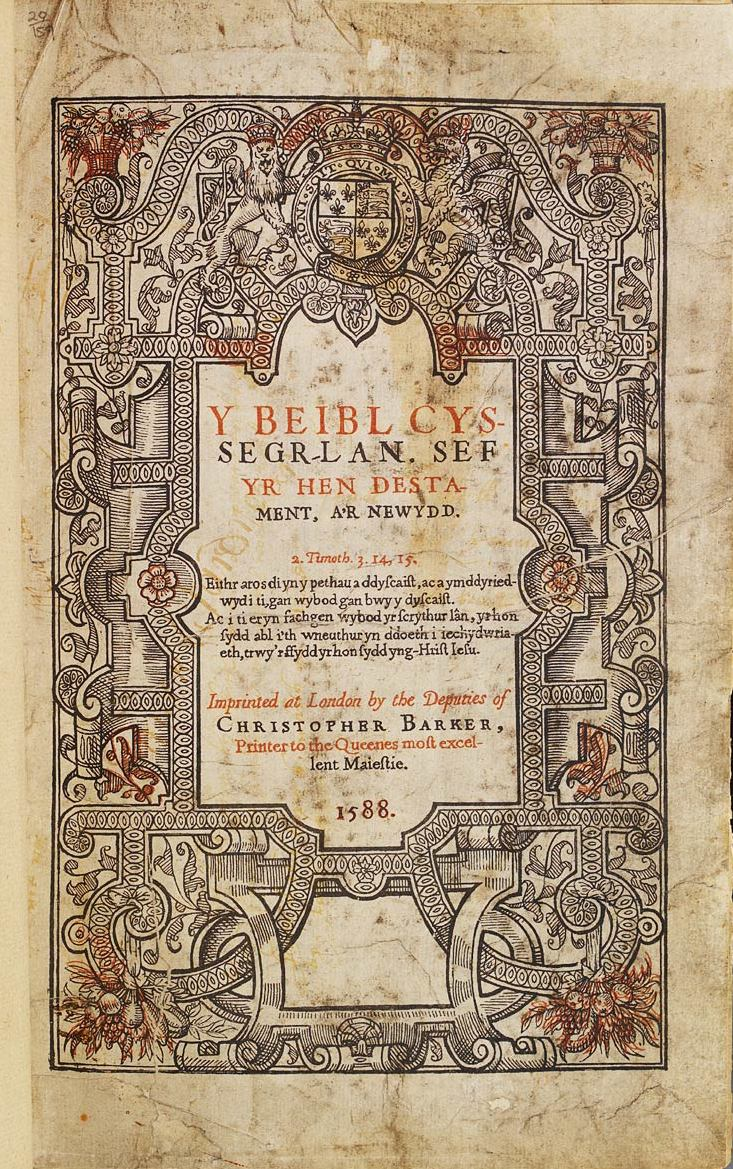
Page de titre de la première Bible galloise.

La première traduction de la Bible en gallois, réalisée par William Morgan, paraît en 1588 sous le titre Y Beibl cyssegr-lan (en). Elle joue un rôle important dans la survie de la langue galloise au pays de Galles.

## Histoire
Quelques textes médiévaux, comme Y Bibyl Ynghymraec (cy) et Gwassanaeth Meir (cy), contiennent des traductions galloises de passages de la Bible, mais ce n'est qu'avec la Réforme protestante qu'émerge le désir d'un texte intégral de la Bible en langue vernaculaire. Les humanistes gallois présents à la cour de la reine Élisabeth Ire, comme William Salesbury, Humphrey Llwyd (en) ou l'évêque de St David's Richard Davies, parviennent à convaincre le gouvernement anglais qu'une traduction galloise de la Bible faciliterait davantage la conversion du pays de Galles au protestantisme que l'utilisation d'un texte anglais. Le Parlement d'Angleterre adopte ainsi en 1563 une loi demandant aux quatre évêques du pays de Galles (Bangor, Llandaff, St Asaph et St David's), ainsi qu'à celui de Hereford, de s'arranger pour qu'une version galloise de la Bible voie le jour avant le 1er mars 1567, jour de la Saint-David.
La traduction galloise du Nouveau Testament, Testament Newydd ein Arglwydd Iesv Christ, est publiée en 1567. Elle est l'œuvre de William Salesbury, assisté de Richard Davies et Thomas Huet (en). Elle rencontre un succès modéré en raison des choix orthographiques particuliers de Salesbury. Elle est ultérieurement retravaillée par William Morgan, vicaire de Llanrhaeadr-ym-Mochnant, qui traduit l'Ancien Testament pour produire la première version galloise intégrale de la Bible. Y Beibl cyssegr-lan (en) paraît en 1588.
L'évêque de St Asaph Richard Parry (en) et son beau-frère John Davies publient en 1620 une version révisée de la traduction de Morgan pour en améliorer le style et en accorder le texte avec celui de la Bible du roi Jacques anglaise. Cette version constitue le texte de référence de la Bible au pays de Galles pendant plusieurs siècles et contribue à fixer un standard pour la forme écrite de la langue galloise.
Un comité interconfessionnel est mis sur pied en 1961 pour travailler sur une révision de la Bible galloise. Présidé par l'évêque de Bangor Gwilym Williams (en), il comprend des représentants de l'Église au pays de Galles (anglicane), de l'Église presbytérienne, de l'Église méthodiste, de l'Union baptiste (en) et de l'Église catholique. Le résultat de ses travaux, Y Beibl Cymraeg Newydd, est publié en 1988, pour célébrer le 400e anniversaire de la Bible de Morgan.